# راشيل كرونين
راشيل كرونين هي ممثلة كندية، ولدت في 29 سبتمبر 1971.

## أعمال

### مسلسلات
- إد

## وصلات خارجية
- راشيل كرونين على موقع IMDb (الإنجليزية)